# Ascorhynchus abyssi
Ascorhynchus abyssi is een zeespin uit de familie Ascorhynchidae. De soort behoort tot het geslacht Ascorhynchus. Ascorhynchus abyssi werd in 1877 voor het eerst wetenschappelijk beschreven door Sars. 